# Ulrich Walbrühl
Ulrich Friedrich Walbrühl (* 21. September 1964 in Bonn) ist ein deutscher Wirtschaftspsychologe und Hochschulprofessor.

## Leben
Walbrühl studierte von 1991 bis 1997 Psychologie an der Universität Bonn sowie Organizational Development and Transformation am California Institute of Integral Studies in San Francisco, USA. Im Jahr 2005 wurde er an der Universität Mainz (Lehrstuhl Franz Hamburger) in Sozialpädagogik mit einer Dissertation zur Wirksamkeit von Schuldnerberatung promoviert.
Darüber hinaus wurde er mehrmals in den wissenschaftlichen Beirat der Bundesregierung zum Armuts- und Reichtumsbericht der Bundesregierung berufen. Er wirkte bei der Erstellung des zweiten (2005) und dritten Armuts- und Reichtumsberichts (2008) mit.
Seit 2006 war er als Hochschuldozent für Wirtschaftspsychologie zunächst für die Hochschule Fresenius Köln tätig. Zwischen 2006 und 2009 war er in einem Projekt zur Einführung von Schuldnerberatung in Südafrika engagiert, das von BMW South Africa und der staatlichen Entwicklungszusammenarbeitsorganisation GTZ (heute: GIZ) betrieben wurde.
Im Jahr 2011 wurde er von der Rheinischen Fachhochschule Köln zum Professor für Personalwesen, Organisationslehre und Change Management berufen. Gleichzeitig übernahm er die Leitung des zu diesem Zeitpunkt im Aufbau befindlichen Studiengangs Wirtschaftspsychologie (B.Sc.).
Im Jahr 2014 folgte er einem Ruf als Professor für Diversity Management an die FH für öffentliche Verwaltung NRW (Standort Duisburg). Er vertritt die Fächer Psychologie sowie interkulturelle und soziale Kompetenzen in Forschung und Lehre und ist als Gutachter, Berater und Coach für Organisationen der Wirtschaft und Verwaltung tätig.
Walbrühl ist Mitglied im Berufsverband Deutscher Psychologinnen und Psychologen (BDP), in der Gesellschaft für angewandte Wirtschaftspsychologie (GWPS) und im Hochschullehrerbund.
Er ist verheiratet und lebt mit seiner Frau und seinem Sohn in Düsseldorf.

## Veröffentlichungen

### Bücher
- Wirtschaftspsychologie für Dummies. Weinheim 2014, ISBN 978-3-527-70962-5.
- Wirksamkeit von Schuldnerberatung. Teil II: Zusammenhänge mit Ressourcen und Lerngeschichte der Klienten. Implikationen für die Praxis. Hamburg 2006, ISBN 3-8300-2290-5.
- Selbst- und Mitkandidatenurteile im Entwicklungs-Assessment-Center: Eine Untersuchung zu Validität und Urteilstendenzen. Hamburg 1998, ISBN 3-8386-1246-9.

### Fachartikel (Auswahl)
- Schuldnerberatung in Ghana: Implementierung eines Angebots bei öffentlichen Auftraggebern. In: J. Smettan, F. Schreiber, L. Olos, C. Riegel, W. Grieshop (Hrsg.): Erfolg durch Kompetenz: Best Practice in der Wirtschaftspsychologie. Berlin 2012.
- mit A.Kuhlemann: Ehemalige Konkurrenten aus dem Anlagenbau wachsen zusammen. In: Bertelsmann Stiftung (Hrsg.): Praxis Unternehmenskultur. Band 5: Fusionen gestalten. Gütersloh 2001, S. 97–116.
- mit A.Kuhlemann: Change-Prozesse in einem Unternehmen des Maschinen- und Anlagenbaus. In: R. Bronner, H. Staminski: Evolution steuern - Revolution planen: Über die Beherrschbarkeit von Veränderungsprozessen. Bonn 1999, S. 285–304.
- mit A.Kuhlemann: Personalabteilung als Kultur-Center. In: H. Scholz: Innovative Personalorganisation. Neuwied 1999, S. 120–130.

## Web-Beiträge
(Zum Teil von seiner Beratungsfirma hier von fraglicher Relevanz)
- Von der Kunst, Macht positiv einzusetzen Interview VDI-Nachrichten zum Thema Machtkompetenz 2008
- Wirksamkeit von Schuldnerberatung in Deutschland Expertise im Auftrag des Bundesministeriums für Familie, Senioren, Frauen und Jugend 2007
- Financial Wellness Toolkit Projekt für BMW Südafrika in Zusammenarbeit mit der GIZ - Gesellschaft für internationale Zusammenarbeit 2006
- Zum Test mal eben ins Mittelalter Teamentwicklungs-Tool Team Fit im Kölner Stadtanzeiger 2003